# Crypsityla
Crypsityla is een geslacht van vlinders van de familie spanners (Geometridae), uit de onderfamilie Sterrhinae.

## Soorten
- C. mantaria Jones, 1921
- C. melanthes Prout, 1938
- C. micacealata Walker, 1861
- C. quinquelineata Dognin, 1890